# Dolmen de la Gauterie
Le dolmen de la Gauterie, appelé aussi dolmen de l'Aubinais, est un dolmen situé sur la commune de Corsept dans le département de la Loire-Atlantique.

## Description
Le dolmen est désormais complètement ruiné. Il en demeure une grande table de couverture en grès, à demi renversée, qui mesure 5 m de long sur 3,10 m de large pour une épaisseur moyenne de 1,15 m. Elle repose, à l'ouest, sur un orthostate (1,46 m de haut, 1,40 m de large, 0,20 m d'épaisseur). Le dolmen a été endommagé par une petite exploitation de carrière. En 1858, il comportait encore quatre piliers, plus que deux en 1865.